# بهارمست
بهارمست از نام‌های خانوادگی ایرانی است. برخی افراد با این نام خانوادگی عبارتند از:
- فاطیما بهارمست مجری و بازیگر
- اسفندیار بهارمست داور بازنشسته فوتبال
- محمود بهارمست
- برسام بهارمست